# Винга
Винга (рум. Vinga) је насеље и седиште истоимене општине, која припада округу Арад у Румунији.

## Прошлост
По "Румунској енциклопедији" се помиње под тим именом још 1231. године. Турци су га освојили и разорили. Поново је обновљено 1741. (или 1737) године када се ту доселило 125 бугарских породица из "Кривовета", у западној Бугарској. Већ је 1744. године добила Винга статус града са магистратом.
Аустријски царски ревизор Ерлер је 1774. године констатовао да место "Терезиопољ" припада  Сенатандрашком округу, Темишварског дистрикта. Ту се "град" (утврђење), римокатоличка црква и манастир, мада је становништво је било претежно влашко. Када је 1797. године пописан православни клир у Терезиопољу је био један свештеник. Парох, поп Георгије Инбровић (рукоп. 1791) служио се српским и румунским језиком.
Одржаван је 1827. године у месту двапут годишњи вашар: о Вазнесењу и 6. децембра.
Године 1846. Терезиопољ (Винга) је место са 480 становника. Парохијско звање је основано 1791. године. Ту је свештеник парох поп Аврам Предић, а учитељ Дамјан Николеску има 1846/1847. године само пет ученика.
У месту је 1851. године установљен Срески суд. Винга има у то време 59.262 становника и припада срезу Нови Арад.

## Становништво
Према попису из 2002. године у насељу је живело 4.218 становника, од чега Румуни чине 62,4%, Мађари 12,6%, Бугари (Банатски Бугари) 12,1%, Роми 9,4%, Украјинци 21,% и Немци 0,7%.